# Kenza Dali
Kenza Dali és una centrecampista de futbol amb 17 internacionalitats per França. Ha arribat als quarts de final del Mundial amb la selecció, i amb el PSG ha sigut subcampiona de la Lliga de Campions.

## Trajectòria
| Temporades   | Club                | Títols | Selecció (fases finals) |
| ------------ | ------------------- | ------ | ----------------------- |
| 09/10        | Olympique Lió       |        |                         |
| 10/11        | Rodez AF            |        |                         |
| 11/12 - act. | Paris Saint-Germain |        | CM 2015 (QF)            |